# Хотон, Стеф
Стефани Джейн «Стеф» Хотон (англ. Stephanie Jayne «Steph» Houghton; род. 23 апреля 1988, Дарем) — английская футболистка, защитница, капитан клуба «Манчестер Сити». За свою карьеру выступала также на позициях полузащитника и нападающего, являясь, таким образом, универсальной футболисткой.

## Карьера

### Клубная
Воспитанница школы клуба «Сандерленд». Выступала в этом клубе в начале своей карьеры, выведя его в Северный дивизион Английской премьер-лиги в сезоне 2005/2006. В сезоне 2006/2007 выиграла звание лучшей молодой футболистки Англии. После вылета «Сандерленда» Стефани перешла в «Лидс Юнайтед», несмотря на интерес со стороны «Эвертона» и «Арсенала». После победы Лидса в Кубке Премьер-лиги перешла в августе 2010 года в «Арсенал». В апреле 2012 года она одной из первых футболисток поместила на футболку аккаунт своего профиля в социальной сети Twitter. За время выступления за лондонский клуб Стефани выиграла два Чемпионата Англии, 2 Кубка Англии и 2 Кубка Английской Лиги. 5 декабря 2013 года было объявлено, что Хотон подписала соглашение о переходе из «Арсенала» в «Манчестер Сити» с января 2014 года. Позже защитница свой переход в «Сити» назовет «очень рискованным» шагом. В октябре 2014 года Стеф выиграла первый трофей с новым клубом — Кубок Английской лиги, в финале которого «Манчестер Сити» победил «Арсенал» со счетом 1:0. В мае 2015 года Стеф продлила контракт с «горожанами» до конца сезона 2017 года, переподписав его в июне 2017, при этом, условия и срок действия нового соглашения не разглашались. Первый титул победителя Чемпионата Англии с «Манчестер Сити» Хотон завоевала в сезоне 2016 года.

### В сборной
Хотон выступала за сборные Англии до 16, до 19, до 20, до 21 и до 23 лет. В основную сборную она была вызвана перед матчем со сборной Германии в Аалене 25 октября 2006 года после того, как команду покинула заболевшая Кэти Чепмэн. Однако, в том матче для Стефани не нашлось места в стартовом составе, а англичанки в итоге проиграли с разгромным счётом 1:5.
Дебют Стефани состоялся в матче против сборной России 8 марта 2007 года: на 73-й минуте она вышла на поле вместо Эмили Вествуд (Англия выиграла 6:0). 11 марта Стефани сыграла против Шотландии (победа 1:0).
Из-за перелома ноги Стефани пропустила чемпионат мира 2007 года. Накануне Евро-2009 она получила разрыв крестообразных связок и выбыла из основного состава. В мае 2009 года Хотон стала одной из первых 17 футболисток, заключивших официальные контракты с Футбольной ассоциацией Англии.
Всё же ей удалось сыграть на чемпионате мира 2011 года и даже на Олимпийских играх 2012 года. На Олимпиаде она сыграла четыре матча, забив три гола. По итогам турнира она вошла в символическую сборную, став лучшим левым защитником на турнире.

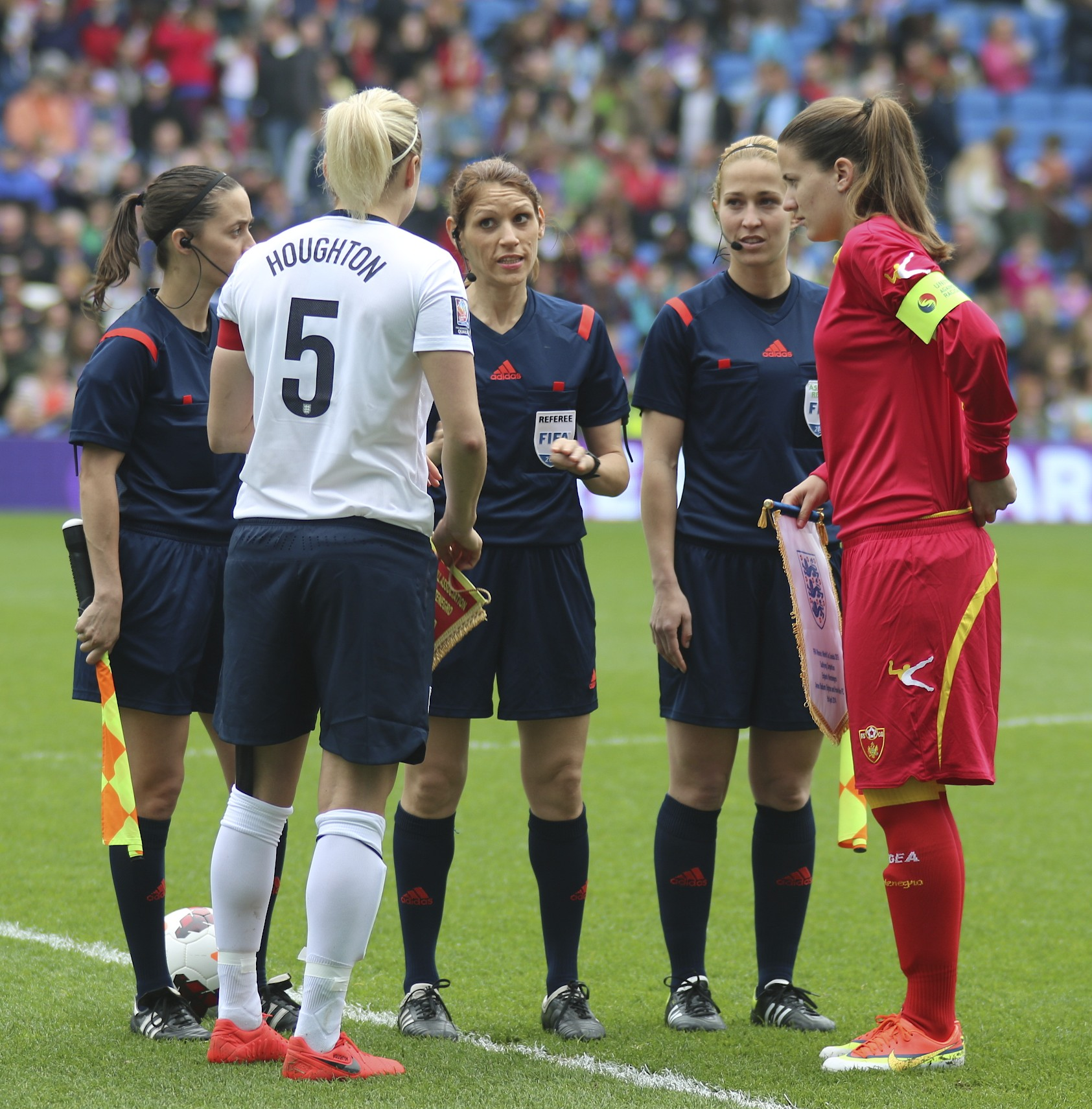
Стеф в 2014 году

На Чемпионат мира 2015 года в Канаде Хотон поехала в качестве капитана сборной, где выиграла с командой бронзовые медали, забила свой первый гол на Кубке мира против сборной Норвегии в 1/16 финала, а также выбрана игроком матча в четвертьфинале с Канадой. По итогам турнира защитница была включена в Сборную «всех звёзд», состоящей из лучших игроков чемпионата мира.
На мировом первенстве 2019 года, который проходил в июне во Франции, Хотон в матче 1/8 финала против сборной Камеруна, на 14-й минуте забила гол, а её команда одержала победу — 3:0.

### Голы за сборные[23]

#### Англия
| #     | Дата             | Место       | Противник            | Результат | Соревнование      | Забито |
| ----- | ---------------- | ----------- | -------------------- | --------- | ----------------- | ------ |
| 1     | 5 марта 2009     | Ларнака     | ЮАР                  | 6-0       | Кубок Кипра       | 1      |
| 2     | 22 сентября 2011 | Суиндон     | Словения             | 4-0       | Евро-2013 (отбор) | 1      |
| 3-4   | 31 марта 2012    | Врбовец     | Хорватия             | 6-0       | Евро-2013 (отбор) | 2      |
| 5     | 20 октября 2012  | Париж       | Франция              | 2-2       | Товарищеский матч | 1      |
| 6     | 6 марта 2013     | Никосия     | Италия               | 4-2       | Кубок Кипра       | 1      |
| 7     | 14 июня 2014     | Минск       | Беларусь             | 3-0       | ЧМ-2015 (отбор)   | 1      |
| 8     | 22 июня 2015     | Оттава      | Норвегия             | 2-1       | ЧМ-2015           | 1      |
| 9     | 25 октября 2016  | Гвадалахара | Испания              | 1-2       | Товарищеский матч | 1      |
| 10-11 | 24 ноября 2017   | Уолсолл     | Босния и Герцеговина | 4-0       | ЧМ-2019 (отбор)   | 2      |

#### Великобритания
| # | Дата         | Место              | Противник      | Результат | Соревнование          |
| - | ------------ | ------------------ | -------------- | --------- | --------------------- |
| 1 | 25 июля 2012 | Миллениум, Кардифф | Новая Зеландия | 1-0       | Олимпийские игры 2012 |
| 2 | 28 июля 2012 | Миллениум, Кардифф | Камерун        | 3-0       | Олимпийские игры 2012 |
| 3 | 31 июля 2012 | Уэмбли, Лондон     | Бразилия       | 1-0       | Олимпийские игры 2012 |

## Достижения

### Клубные
Арсенал:
- Победитель Чемпионата Англии (2): 2011, 2012
- Победитель Кубка Английской Лиги (2): 2012, 2013
- Победитель Кубка Англии (2): 2010/2011, 2012/13

Итого: 6 трофеев
Манчестер Сити:
- Победитель Чемпионата Англии: 2016
  - Серебряный призёр Чемпионата Англии: 2015
- Победитель Кубка Английской Лиги (2): 2014, 2016
- Победитель Кубка Англии: 2016/17

Итого: 4 трофея

### Международные
Сборная Англии:
- Бронзовый призёр Чемпионата мира: 2015
- Полуфиналист Чемпионата Европы: 2017